# Xã Debing, Quận Mountrail, Bắc Dakota
Xã Debing (tiếng Anh: Debing Township) là một xã thuộc quận Mountrail, tiểu bang Bắc Dakota, Hoa Kỳ. Năm 2010, dân số của xã này là 44 người.